# 狐猴总科
狐猴总科（学名：Lemuroidea）是灵长目原猴亞目的一个总科，可以再细划分为8科、15属，现存的种数量约100。所有狐猴均原生于马达加斯加的丛林中，在夜间活动。
虽然和其他灵长目动物看起来相似程度较高，但其实其演化过程独立于猴与猿。马达加斯加独特的环境使得狐猴产生了比其他灵长目动物高得多的种族多样性，体重最小可达30-克（1.1-盎司）（鼠狐猴），最大可达9-（20-英磅）（大狐猴），相差悬殊。加上狐猴分类学研究在1990年代初步完善，至今仍存在许多争议。

## 引用
1. ↑  Sussman 2003，第149–229頁.